# 俄羅斯入侵烏克蘭期間對戰俘的待遇
由2022年俄羅斯入侵烏克蘭以來，乌克兰和俄罗斯及其傀儡政權的战俘都遭受了多种形式的虐待，如苛待 、公開羞辱（其中包括遭民衆毆打）、酷刑，甚至被处决。
截至2022年11月，联合国乌克兰人权监察团（HRMMU）对俄罗斯及其傀儡政權的部队关押的烏戰俘进行了159次访谈以及对乌克兰关押的俄战俘进行了175次访谈。该调查团随后对戰爭中戰俘被虐的情况表示担忧。根據报告，双方关押的战俘都遭受了多种形式的虐待。